# Никола Момчилов
 Тази статия е за българския финансист и дипломат.  За кмета на Горна Оряховица вижте Никола Момчилов (политик).  
Никола Момчилов е български финансист и дипломат.

## Биография
Роден е на 9 август 1891 година в Търново в известна  възрожденска фамилия от град Елена. Син е на Иван Момчилов, който е втори син на възрожденеца Иван Момчилов, създал прочутата Еленска Даскалоливница.  Завършва основно образование в родния си град. През 1909 година завършва Първа софийска мъжка гимназия, след което учи във Франция и Швейцария. Участва в Първата световна война, след края на която работи в банковия сектор – в Българска земеделска банка, Българска централна кооперативна банка, като директор на Франко-българска банка. През 1932 – 1934 година Момчилов е управител на Българска народна банка. През следващите години е пълномощен министър на България при Обществото на народите (1935 – 1936), в Швейцария (1936 –1938) и във Великобритания (1938 – 1941). През 1941 година напуска поста си в знак на протест срещу присъединяването на България към Тристранния пакт и остава във Великобритания до края на живота си.
Никола Момчилов умира на 28 декември 1964 година.